# Álvaro Morte
Álvaro Morte est un acteur espagnol, né le 23 février 1975 à Algésiras. Il est principalement connu pour son rôle dans la série télévisée La casa de papel, dans laquelle il incarne El Profesor (« Le Professeur ») aussi appelé Sergio Marquina.

## Biographie
Álvaro Morte est connu principalement pour ses rôles dans des séries télévisées : il incarne Gabriel Areta dans Amar es para siempre, Lucas Moliner dans El secreto de Puente Viejo, deux productions d'Antena 3, et Sergio Marquina dit  « le Professeur » dans La casa de papel (2017).
En 2012, il fonde avec sa femme Blanca Clemente la compagnie de théâtre 300 Pistolas auprès de laquelle il dirige des pièces de théâtre telles que El Lazaro de Tormes, Tres Haras de Copa, La casa de Bernarda Alba ou El perro del hortelano.
Connu essentiellement en Espagne grâce à ses différents rôles dans des séries, c'est en 2017 dans La casa de papel avec son interprétation du « Professeur », aux côtés de l'actrice Itziar Ituño (qui interprète Raquel Murillo), qu'il se fait davantage connaître à l'international. Qualifiant lui-même le final de la première partie d'explosif, il a ensuite accepté de reprendre son rôle pour les cinq autres parties sorties successivement en 2020 et 2021,. En 2018, il est nommé comme meilleur acteur dans une série lors de la 5e cérémonie des Premios Feroz pour ce rôle.
Il apparaît dans le film Mirage, un thriller réalisé par Oriol Paulo, sorti fin novembre 2018 en Espagne et le 22 mars 2019 sur Netflix.

### Vie privée
En 2014, sa femme Blanca Clemente donne naissance à des jumeaux :  Julieta et León.

## Filmographie

### Cinéma

#### Longs métrages
- 2007 : Lola, la película de Miguel Hermoso : Rafael Torres
- 2018 : Mirage (Durante la tourmenta) d'Oriol Paulo : David Ortiz
- 2022 : La maleta (Objetos) de Jorge Dorado : Mario
- 2024 : Immaculée de Michael Mohan : Père Sal Tedeschi

#### Courts métrages
- 2003 : Los niños del jardín de Manuel Martínez Velasco
- 2003 : La guarida del ermitaño de Jaime Alonso de Linaje : Alberto
- 2011 : Amores ciegos de Marisé Samitier : Julio
- 2019 : El Hormiguero : Vacaciones en el Titanic de Pablo Motos et Jorge Salvador : Lui-même

### Télévision

#### Séries télévisées
- 2002 : Hospital Central : Bombero / Buzo
- 2002 : Policías, en el corazón de la calle
- 2007 - 2008 : Planta 25 : Ray
- 2008 : Aída : Jefe Gasolinera
- 2009 : A ver si llego ! : Pablo
- 2009 - 2010 : Cuéntame cómo pasó : Toño
- 2010 : Las chicas de oro
- 2012 : Isabel : Soldado de Girón
- 2012 : La memoria del agua : Miguel Suárez Toro
- 2012 - 2013 : Bandolera : Adolfo Castillo
- 2014 : Bienvenidos al Lolita
- 2014 : El Príncipe
- 2014 : Víctor Ros : Donato Vergel
- 2014 : Amar es para siempre : Gabriel Areta
- 2014 - 2017 : El Secreto de Puente Viejo : Lucas Moliner
- 2017 - 2021 : La Casa de Papel : Sergio « Le Professeur » Marquina
- 2019 - 2020 : The Pier (El embarcadero) : Óscar
- 2020 : The Head : Ramón
- 2021 : La Roue du temps (The Wheel of Time) : Logain Ablar
- 2022 : Sans Limites (Sin Lìmites) : Juan Sebastián Elcano

## Voix françaises
| - Sébastien Hébrant (Belgique) dans : - La casa de papel (série télévisée) - The Head (série télévisée) - La maleta - Alexis Victor dans (les séries télévisées) : - La Jetée - La Roue du temps - Sans limites (en) | Et aussi - Anatole de Bodinat dans Mirage - Joël Zaffarano dans Immaculée |

## Distinctions

### Récompenses
- 2019 : Spanish Actors Union du meilleur acteur principal à la télévision dans une série télévisée dramatique pour La casa de papel (2017-2022).
- 2020 : Fotogramas de Plata du meilleur acteur TV dans une série télévisée dramatique pour La casa de papel (2017-2022).
- 2020 : Iris Awards du meilleur acteur dans une série télévisée dramatique pour La casa de papel (2017-2022).
- 2020 : Prix Platino du meilleur acteur principal à la télévision dans une série télévisée dramatique pour La casa de papel (2017-2022).
- 2020 : Zapping Awards du meilleur acteur principal à la télévision dans une série télévisée dramatique pour La casa de papel (2017-2022).
- 2021 : Ondas Awards du meilleur acteur dans une série télévisée dramatique pour La casa de papel (2017-2022).
- The Platino Awards for Iberoamerican Cinema 2021 : Lauréat du Prix du Public du meilleur acteur principal à la télévision dans une série télévisée dramatique pour La casa de papel (2017-2022).

### Nominations
- 2018 : Premios Feroz du meilleur acteur principal à la télévision dans une série télévisée dramatique pour La casa de papel (2017-2022).
- 2018 : Spanish Actors Union du meilleur acteur principal à la télévision dans une série télévisée dramatique pour La casa de papel (2017-2022).
- 2018 : Zapping Awards du meilleur acteur principal à la télévision dans une série télévisée dramatique pour La casa de papel (2017-2022).
- 2020 : Premios Feroz du meilleur acteur principal à la télévision dans une série télévisée dramatique pour La casa de papel (2017-2022).
- The Platino Awards for Iberoamerican Cinema 2021 : Lauréat du Prix Platino du meilleur acteur principal à la télévision dans une série télévisée dramatique pour La casa de papel (2017-2022).
- 2022 : Fotogramas de Plata du meilleur acteur TV dans une série télévisée dramatique pour La casa de papel (2017-2022).
- 2022 : Spanish Actors Union du meilleur acteur dans une série télévisée dramatique La Roue du temps (The Wheel of Time) (2021).